# Suchanówko
Suchanówko (deutsch Schwanenbeck) ist ein Ort in der  Stadt- und  Landgemeinde  Suchań (Zachan) im Powiat Stargardzki (Landkreis Stargard) in der polnischen Woiwodschaft Westpommern.

## Geographische Lage
Der Ort liegt in Hinterpommern im Südwesten der Woiwodschaft Westpommern am Krebsbach, einem Nebenfluss der Ina.  Suchań ist drei Kilometer und die nächstgrößere Stadt Stargard ist 21 Kilometer von Suchanówko entfernt.

## Geschichte
Archäologische Funde, wie Bronze-Werkzeuge, aus der Zeit der Lausitzer Kultur, ca. 1000 v. Chr. wiesen auf die Existenz früherer Siedlungen hin. In der Nähe des Ortes wurden ein Urnenfriedhof und auf einem nahegelegenen Feld mehrere Urnen freigelegt, bei denen  Bronzenadeln und Bronzeringe gefunden wurden.
Die Ableitung des Namens Schwanenbeck wird auf den wendischen Gott Swantewit (Heiliges Licht) und Beck wie Bach zurückgeführt. Der Name des Ortes wurde auch im Laufe der Zeit abgeändert. In alten Urkunden hieß der Ort Schwanebeck. Durch die Aussprache des Namens durch die Bewohner entstand dann Schwanenbeck.
In Schwanenbeck gab es um 1930 128 Wohnhäuser, von denen die meisten sich entlang der Dorfstraße reihten (Gassendorf) und mit ihren Giebeln typischerweise zur Straße gerichtet waren. Zum Dorf gehörten auch eine Schule und eine Mühle am Krebsbach, die den Zweiten Weltkrieg unbeschadet überstanden haben. Das Schulgebäude hatte zwei nebeneinanderliegende Klassenräume und zwei Lehrerwohnungen. Die Besetzung der 2. Lehrerstelle richtete sich nach der Anzahl der Schüler. 1900 hatte sie 120, 1921 88 und 1944 72 Schüler. Ein Teil des Unterhalts der Lehrer bestand in der Zuteilung  von Brennmaterial und Naturalien, deren Mengen die Regierung festlegte und die Gemeinde bereitstellen musste.
Das Gebäude der Mühle von 1827 existiert noch. Die Mühle, mit einer Tagesleistung von ca. 40 Zentner Mehl und Schrot, ist nicht mehr in Betrieb, die Wasserturbine ist jedoch noch vorhanden. Der damals aufgestaute Krebsbach vor der Mühle diente den Kindern des Ortes als willkommene Badestelle.

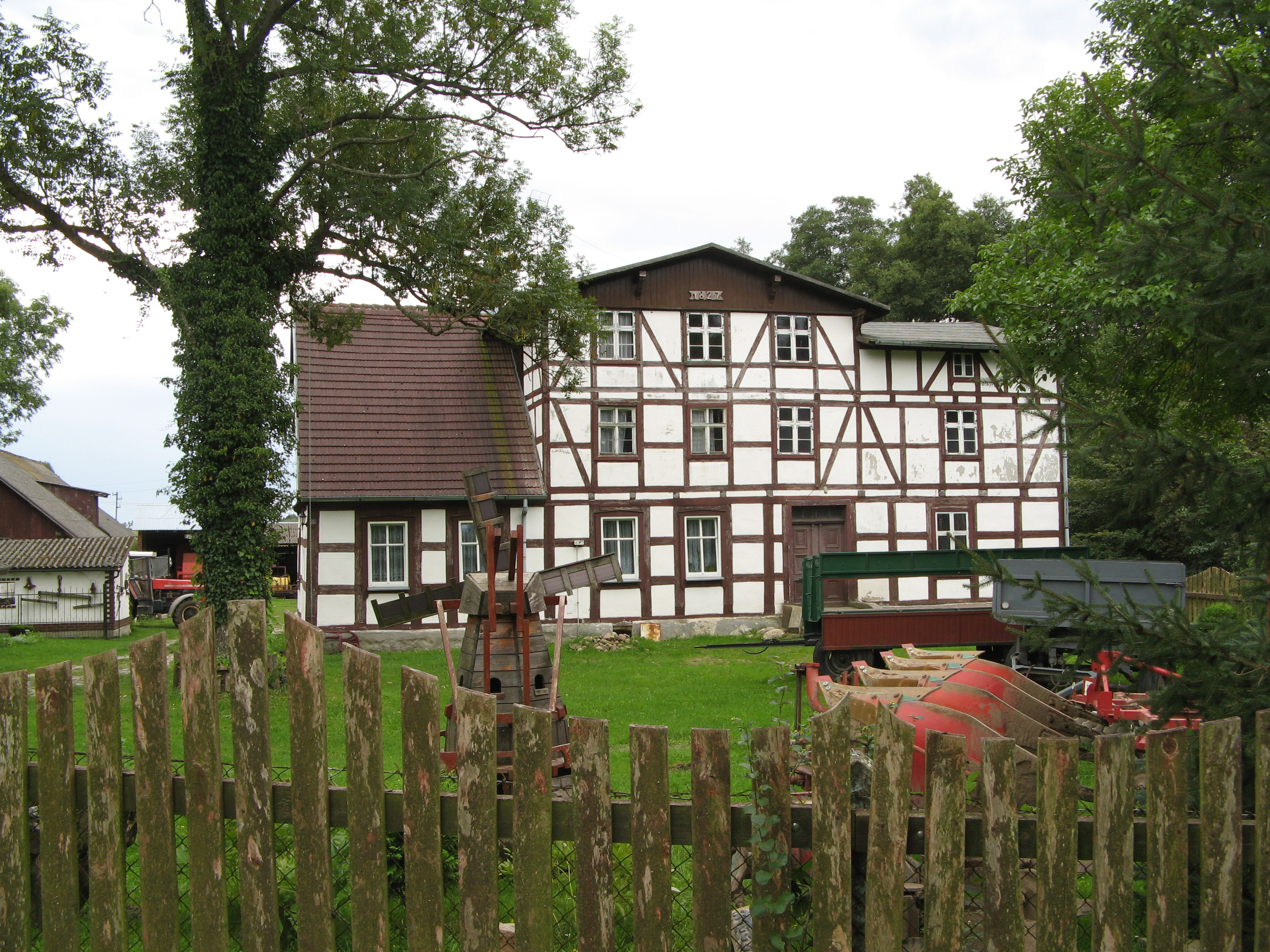
Schwanenbecker Mühle

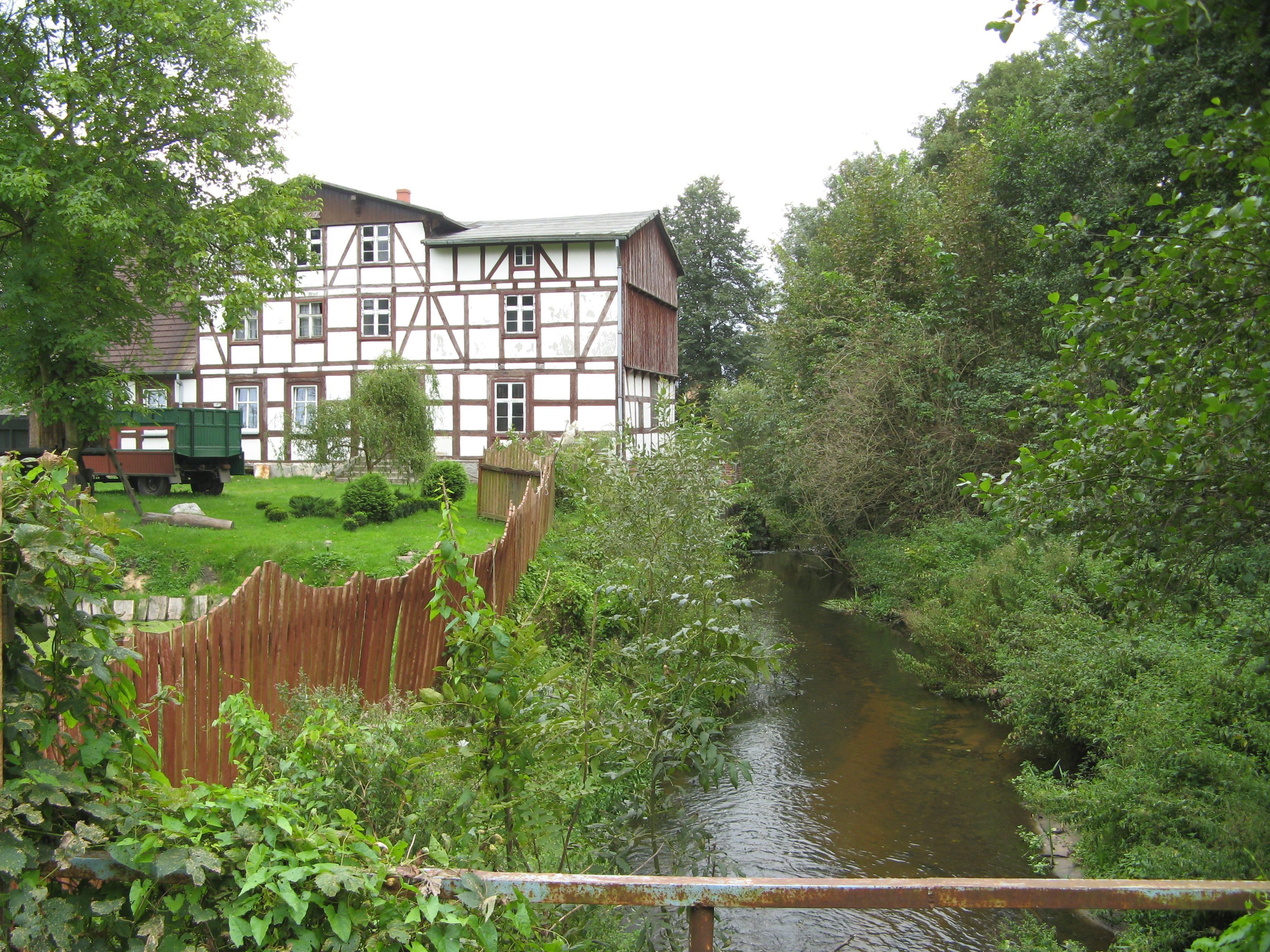
Schwanenbecker Mühle am Krebsbach

Im Dorf waren 23 Vollbauern und ein Halbbauer. Die Größe der Landwirtschaftsflächen der Vollbauern betrug etwa 130 Morgen. Es war ein herzogliches Dorf, das bedeutete, dass die Bauern mit ihren Pferden auf dem Gut des Fürsten zu bestimmten Zeiten arbeiten mussten.
Im Dorf waren folgende Handwerker tätig: Zimmermeister, Tischler, Stell- und Wagenmacher, Schuster, Schneider sowie Schmiede- und Elektromeister. Gewerbe und Handel betrieben: Bäckermeister, Kolonialwarenhändler, Gastwirte, Mühlenbetreiber, Vieh-, Schlacht- und Getreidehändler.
Das Dorf hatte 1871 710 Einwohner (Religion: 696 evangelisch, sechs sonstige Christen, acht Juden), 1925 589 und 1945 etwa 570 Einwohner. Ihre Umgangssprache war Plattdeutsch.
Vor Ende des Zweiten Weltkrieges, am 2. Februar 1945, gingen die Anwohner des Dorfes gemeinsam auf die Flucht, mit dem Ziel: Rügen. Nach Kriegsende wurde Schwanenbeck zusammen mit ganz Hinterpommern unter polnische Verwaltung gestellt. Ein Teil der  Bewohner kehrte nach Schwanenbeck zurück und wurde im August 1945 von in Richtung Westen vertrieben.
Das Dorf  Schwanenbeck wurde in  Suchanówko umbenannt.

### Kirche
Im 13. Jahrhundert wurde am Ort vom Johanniterorden bereits eine Kirche in Granitstein (in Form früher Gotik) errichtet. Der Kirchturm (in Feldstein) wurde im 15./16. Jahrhundert hinzugefügt. Der Glockenturm besaß zwei aus Bronze gegossene Glocken von 1667 und 1682. Mit seiner aufstrebenden Spitze und goldenem Stern war der Turm einer der höchsten im Schwanenbecker Umland.
Die Kirche verfügte über eine hölzerne, mit Schnitzfiguren verzierte Kanzel sowie über eine Orgel mit acht Registern und 500 Pfeifen von 1895. 1945 wurde die Kirche bis auf die Feldsteinmauern zerstört und 1990 wieder aufgebaut. Die Kirche gehört heute zur katholischen Kirchengemeinde von Suchań.

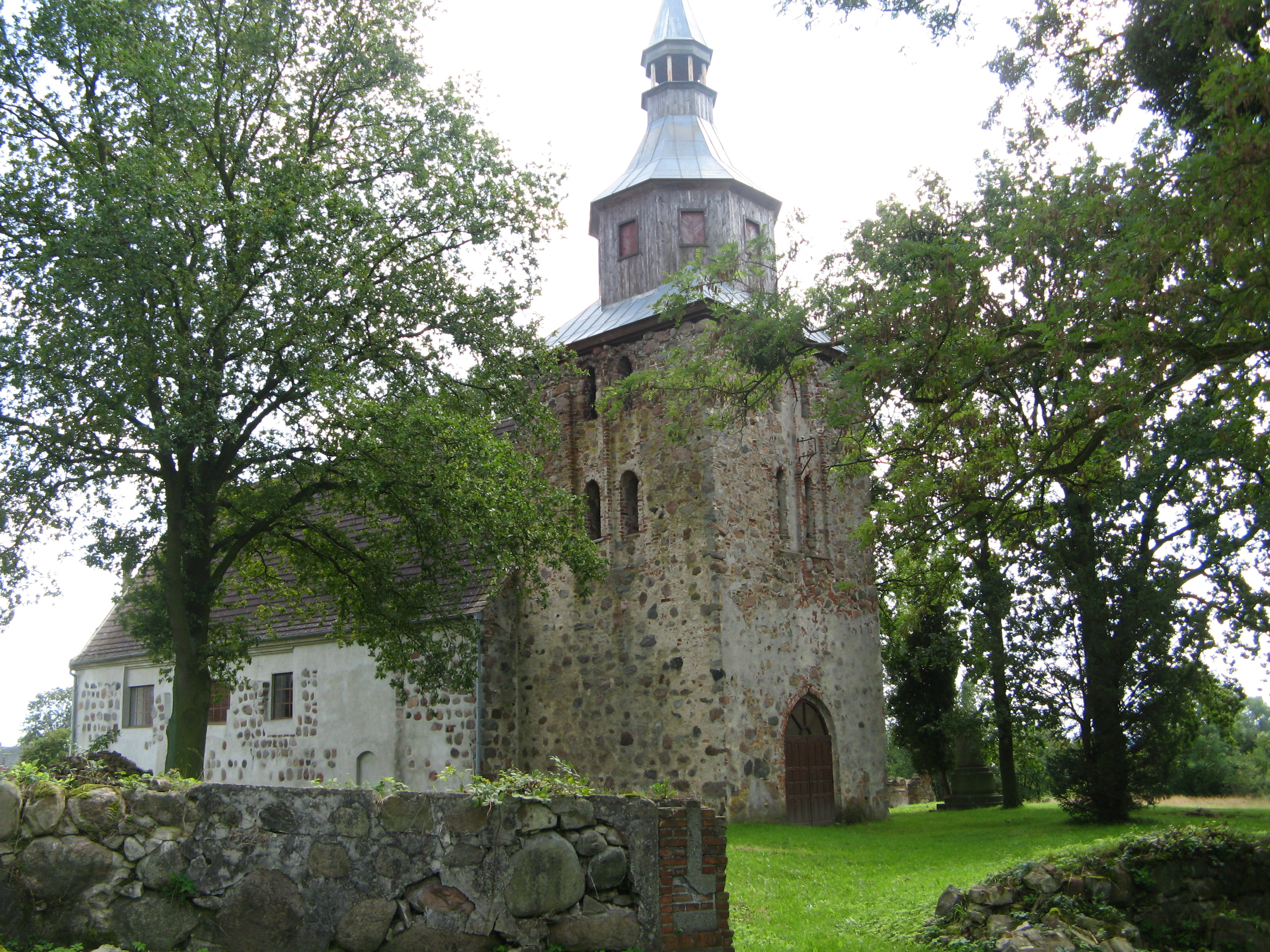
Kirche in Schwanenbeck

Auf dem Kirchhof, der durch eine heute noch bestehende Feldsteinmauer umgeben ist, befindet sich der alte Friedhof, dessen Grabsteine nicht mehr existieren. Zwei eiserne Grabkreuze befinden sich noch im Kirchturm, wo sie verwahrt werden.
Auf dem Platz ist heute noch ein Ehrenmal aus Granit vorhanden, auf dem die Namen der 40 gefallenen Schwanenbecker im Ersten Weltkrieg eingemeißelt sind. Im Zweiten Weltkrieg hatten die Schwanenbecker 31 gefallene Soldaten zu beklagen.

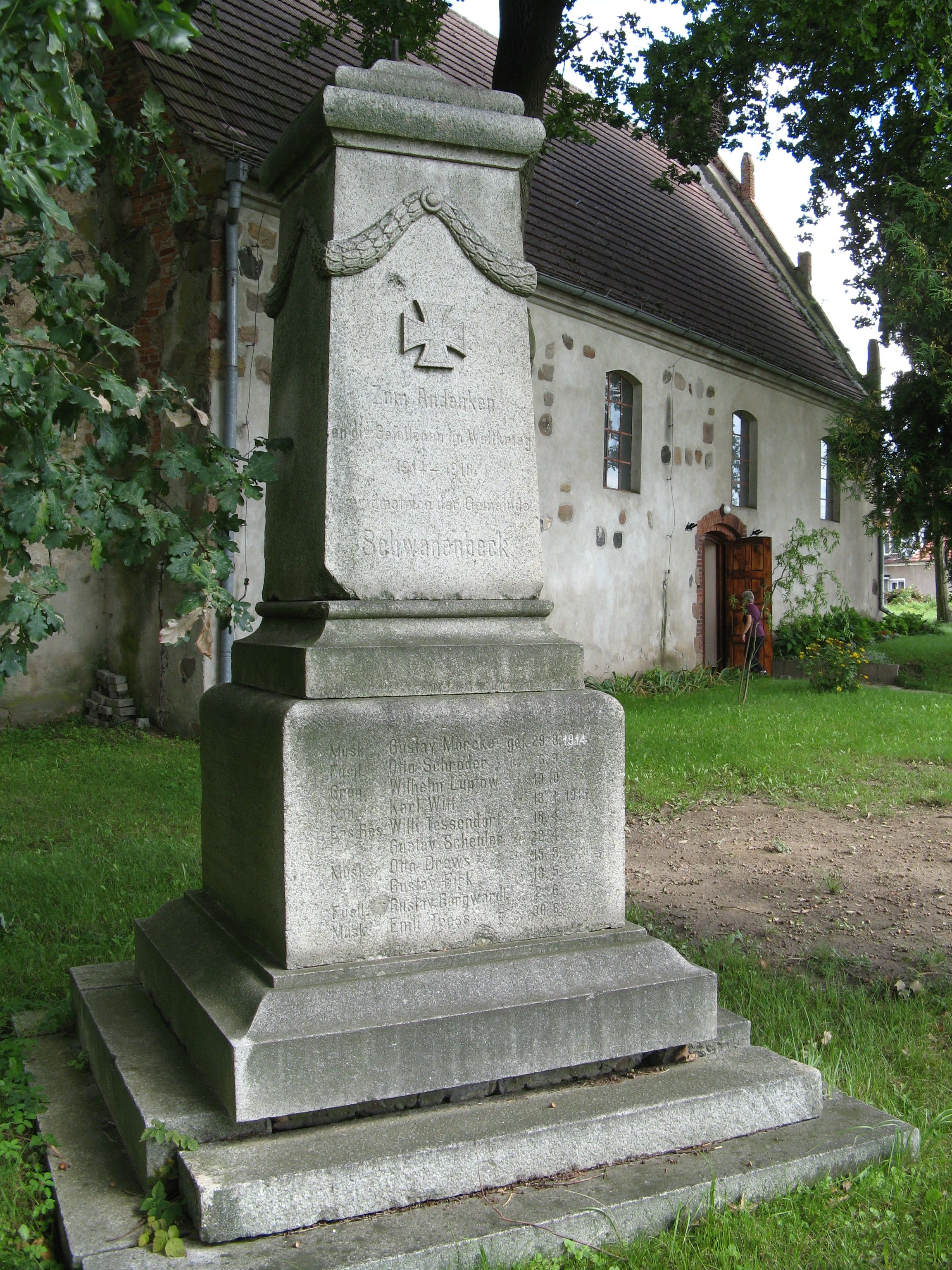
Ehrenmal für die Gefallenen des Ersten Weltkrieges

Der „Neue Schwanenbecker Friedhof“ wurde am nördlichen Ortsrand angelegt, die Grabkreuze und -steine sind heute nicht mehr vorhanden.
Zur Kirche gehörten das Pfarrhaus (um 1730 errichtet) sowie ein Pfarrwitwenhaus (um 1800 errichtet).
Schwanenbeck hatte 1925 ein eigenes evangelisches Pfarramt.

## Verkehr
Die Landesstraße 10 (droga krajowa nr 10) Stettin–Bydgoszcz (Bromberg) führt am Ort vorbei.

## Persönlichkeiten
- Martha Sochatzy (1860–1940), erste nachweisbare Zahnärztin in Leipzig